# Miltochrista coccinea
Miltochrista coccinea är en fjärilsart som beskrevs av Moore 1886. Miltochrista coccinea ingår i släktet Miltochrista och familjen björnspinnare. Inga underarter finns listade i Catalogue of Life.